# 明報記者被香港警察毆打事件
明報記者被香港警察毆打事件，是指一名香港媒體《明報》時任記者在2016年初採訪旺角騷亂期間疑因遭受警員襲擊，致使身體多處受傷的事件，該名記者被警察毆打的過程被拍攝後上載到互聯網。其後他在《明報》工作人員的陪同下到警署投訴，兩年後，警察投訴課於2018年7月把其指控列作分別「無法完全證明屬實」和「無法追查」，明報職工協會對此調查結果感到憤怒及強烈不滿，要求覆核結果。2019年，鄧姓記者在2019年2月4日入稟香港特別行政區區域法院，直指香港警務處違反法定責任及《香港人權法》，並索要赔偿。

## 事件經過
2016年農曆新年期間香港旺角一帶發生騷亂，時任《明報》鄧姓記者前往採訪，騷亂期間他登上一輛停駛的雙層巴士上層進行拍攝工作，其後他被警方要求下車，有2至3名警員在該名記者離開巴士時抓住他的頸部，把他推下巴士并推倒在地，6至8名軍裝及便裝探員隨即衝前用警棍亂棍揮擊他約15秒，儘管記者大聲高呼表明自己的記者身份，但警員並無停止攻擊行為，整個過程進行期間被數間傳媒拍下。記者其後到醫院治療，證實他頭部後方受傷流血需要缝合，手指及大腿亦受傷流血。

### 警方處理
被攻擊後翌日（2月10日），遇襲記者報警并作出投訴，他表示當時已表明身分，亦有佩戴記者證，對被警察毆打感到莫名其妙。指控內容分別為「兩至三名警員在巴士樓梯間抓住記者頸部及將記者推出巴士」、「被6至8名警員用腳踢及用硬物毆打」以及「以及警員沒有依照警察通例配合傳媒工作」。
事隔兩年半後，投訴警察課在2018年7月通知記者，表示兩項「毆打」及一項「行為不當」的投訴均不成立，對於記者指控「在巴士樓梯遭2至3名警員抓住頸部及推出巴士外」以及「警員沒有依照《警察通例》配合傳媒工作涉行為不當」，投訴警察課表示沒有充份證據證明有關投訴真实性，亦无法確定被投訴警員的身份，故兩項指控被列「無法追查」，而對於記者「離開巴士後被6至8名警員毆打」的指控，投訴警察課認為有若干證據支持，但未能充份證明投訴屬實，故列「無法完全證明屬實」，但會通知有關人員作適當紀律行動，又指該案件已被獨立監察警方處理投訴委員會審閱，即委員會同意調查結果。

### 各方回應
《明報》發表聲明表示對調查結果深感遺憾，嚴正要求警方更徹底調查事件，並譴責涉事警員的行為。被襲擊的記者則表示不能理解及接受事件在被多間傳媒清晰拍攝下，相關投訴仍然被列為「無法追查」及「無法完全證明屬實」，他表示會要求覆核，並考慮循法律途徑追究。明報職工協會則就警方回應表示強烈不滿，對調查結果感到憤怒，質疑警方是否有意「放生」，又要求警方及監警會重新覆核相關決定，並去信及約見監警會主席梁定邦，以表達關注及不滿，並研究其他法律追討的可能。
香港記者協會主席楊健興對相關調查結果感到憤怒及難以接受，批評警方調查結果理據互相矛盾、使用「語言偽術」，以及企圖混淆視聽讓事件不了了之。關注香港人權狀況的民間組織「民權觀察」指出，警方在傳媒錄影片段佐證相關毆打指控下仍將投訴列為「無法完全證明屬實」，然而警方又称将採取適當紀律行動，是「此地無銀」，該組織督促警方及監警會公開調查報告，讓公眾了解相關決定的理據，又称事件也反映了投訴機制存在缺陷。

### 要求索償
2019年2月4日，事主入稟區域法院，指警務處違反法定責任及《香港人權法》，并索要赔偿。